# Pedro Ballvé
Pedro Ballvé  (n. Burgos, 15 de octubre de 1954) es un empresario español, presidente del Grupo Campofrío.

## Trayectoria
- Comenzó a los 18 años vendiendo comida para perros a domicilio en La Moraleja (Madrid) en un Seat 600.
- En 1952, cuando desapareció la cartilla de racionamiento en España, su padre José Luis Ballvé fundó la empresa Campofrío S.A.
- En 1977 la empresa vendió el 50% de sus acciones a la compañía estadounidense Beatrice Food. Esta alianza fue la que permitió a Pedro Ballvé estudiar en EE. UU.
- Tras formarse en General Foods de Chicago, en 1985, a los 43 años, fue elegido presidente del Grupo Campofrío tras la muerte de su padre, secundado por su hermano Fernando Ballvé.
- En 1987 Pedro Ballvé pidió un crédito de 10 000 millones de pesetas al Banco Central para recuperar el 50% de las acciones, que había adquirido legalmente un inversor de Wall Street.
- En 2006, la familia Ballvé, con Pedro Ballvé a la cabeza, se alió con el fondo Permira para hacerse con el control de Telepizza.